# جوزيب كولينا
جوزيب كولينا مواليد 8 نوفمبر 1980 في زينيتسا، جمهورية يوغوسلافيا الاشتراكية الاتحادية، هو لاعب كرة قدم سويسري سابق كان يلعب في مركز الدفاع.

## المسيرة الاحترافية

### أندية لعب لها
- نادي بازل
- نادي فاريسي
- نادي غراسهوبر زيوريخ
- نادي لوغانو

## روابط خارجية
- جوزيب كولينا على موقع قاعدة بيانات كرة القدم.إي يو (الإنجليزية)
- جوزيب كولينا على موقع عالم كرة القدم.نت (الإنجليزية)